# دیگو گارسیا (بازیکن فوتبال، زاده ۱۹۹۷)
دیگو گارسیا (انگلیسی: Diego García؛ زادهٔ ۲۹ ژوئیهٔ ۱۹۹۷) بازیکن فوتبال اهل اسپانیا است.